# Llangefni Town Football Club
Maillots
Actualités
Dernière mise à jour : 12 juin 2011.
Llangefni Town Football Club est un club de football professionnel gallois basé dans la ville de Llangefni sur l’île d’Anglesey. Le club joue actuellement en Cymru Alliance, la deuxième division galloise mais il a disputé une année le championnat du Pays de Galles de football en première division.

## Palmarès
- Championnat de 2e division du pays de Galles :
  - Champion : 2007 et 2010.